# Brad Schumacher
Brad Schumacher (n. 6 martie 1974, Bowie⁠(d), Maryland, SUA) este un înotător ce a reprezentat Statele Unite ale Americii, medaliat olimpic. A participat la 2 ediții ale Jocurilor Olimpice (1996, 2000) în care a câștigat 3 medalii de aur.